# Eritarbes
Haplochrois là một chi bướm đêm thuộc họ Cosmopterigidae.